# Pluimzegge
Pluimzegge (Carex paniculata) is een soort uit het geslacht zegge (Carex).  

## Determinatie
Pluimzegge is een vaste plant die dichte pollen vormt die uitgroeien tot grote horsten. De plant bereikt een hoogte van 50–100 cm. De stengel heeft een vlakke of iets holle kant. De bladeren zijn 3–6 mm breed en hebben scherpe, ruwe randen. De bladscheden van de onderste bladeren glanzen. Het tongetje (ligula) is 2–5 mm lang.
De soort bloeit in mei en juni. De pluimen bestaan uit aren en zijn 5–20 cm lang en vaak tot bovenaan vertakt. Bovenaan een aar zitten de mannelijke en onderaan de vrouwelijke bloemen. Het vruchtbeginsel heeft twee stempels. De 3–4 mm lange urntjes zijn alleen aan de voet zwak generfd en zijn een soort schutblaadjes die geheel om de vruchten zitten. Op het opgeblazen urntje zit een mierenbroodje. De lichtbruine, spitse kafjes hebben een brede vliezige rand.
De geelbruine vrucht is een lensvormig nootje. De vruchtsnavels hebben twee tandjes.
Het aantal chromosomen is 2n = 60, 62 of 64.

## Ecologie
Pluimzegge komt voor op natte, meso-eutrofe tot eutrofe grond langs sloten en in moerassen.

### Syntaxonomie
In de syntaxonomie staat pluimzegge te boek als kensoort voor de pluimzegge-associatie (Caricetum paniculatae).

## Verspreiding
Het natuurlijke verspreidingsgebied van pluimzegge strekt zich uit over Eurazië. De soort staat op de Nederlandse Rode Lijst van planten als algemeen voorkomend en matig afgenomen.

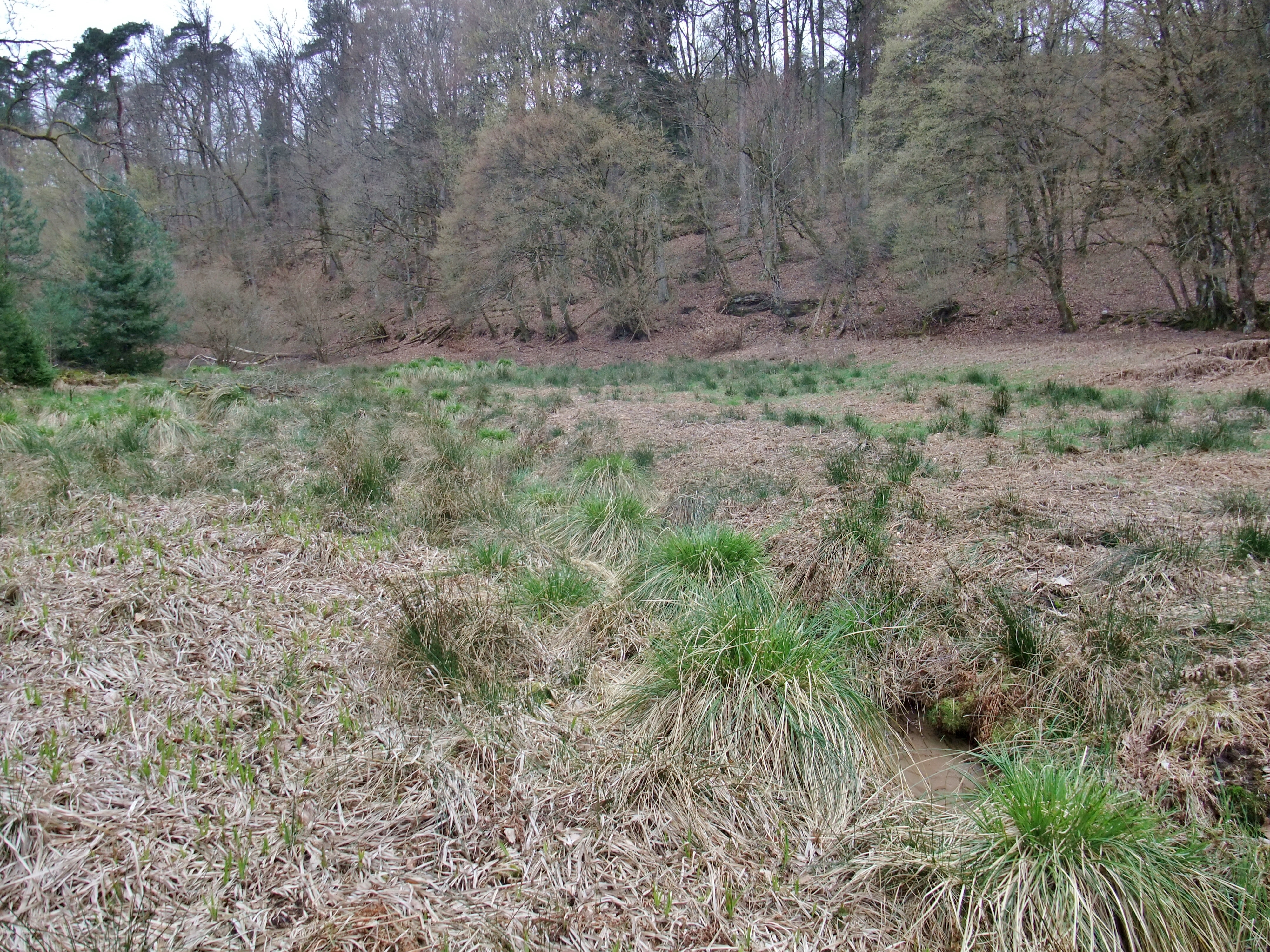
Biotoop
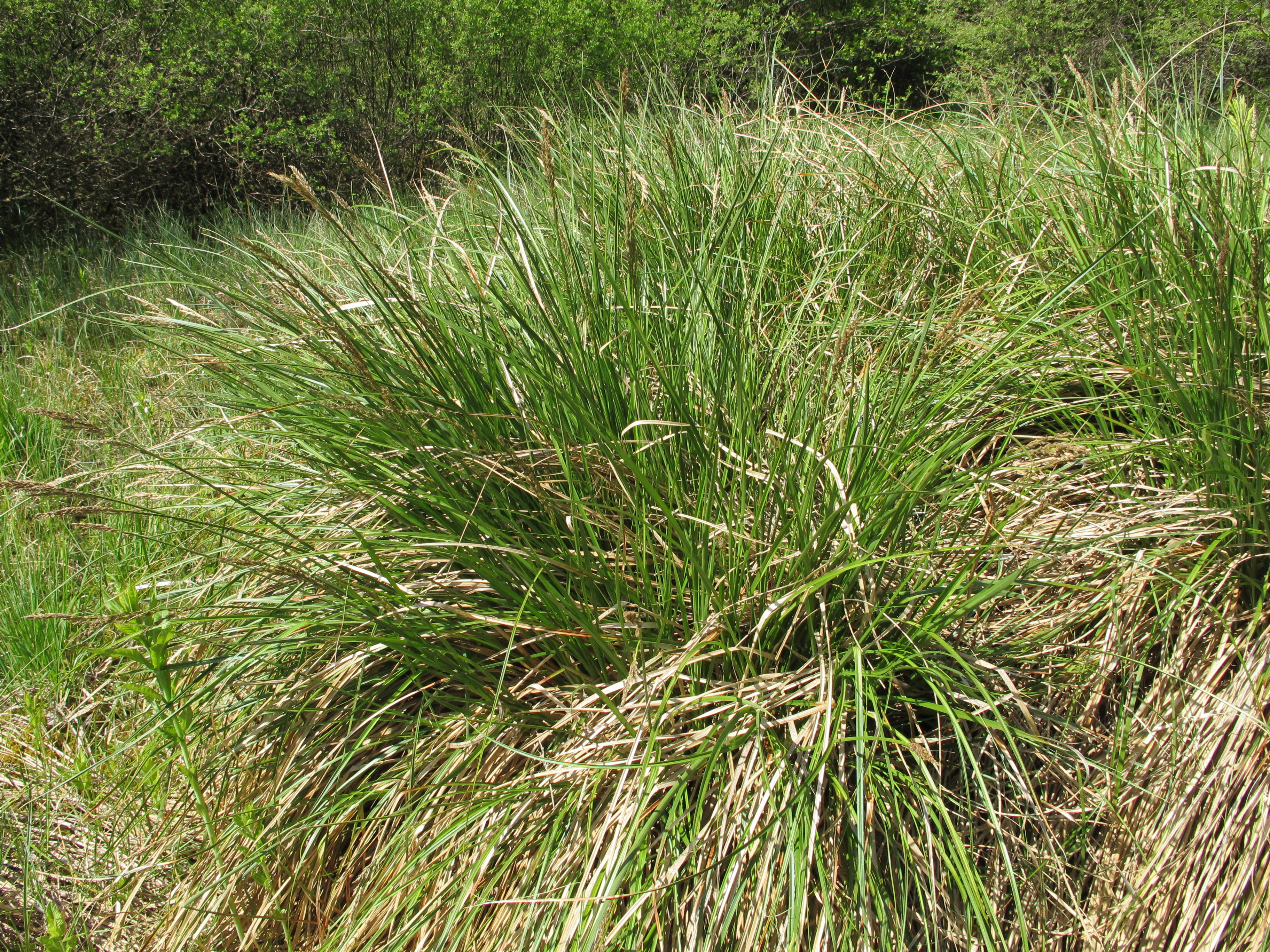
Plant
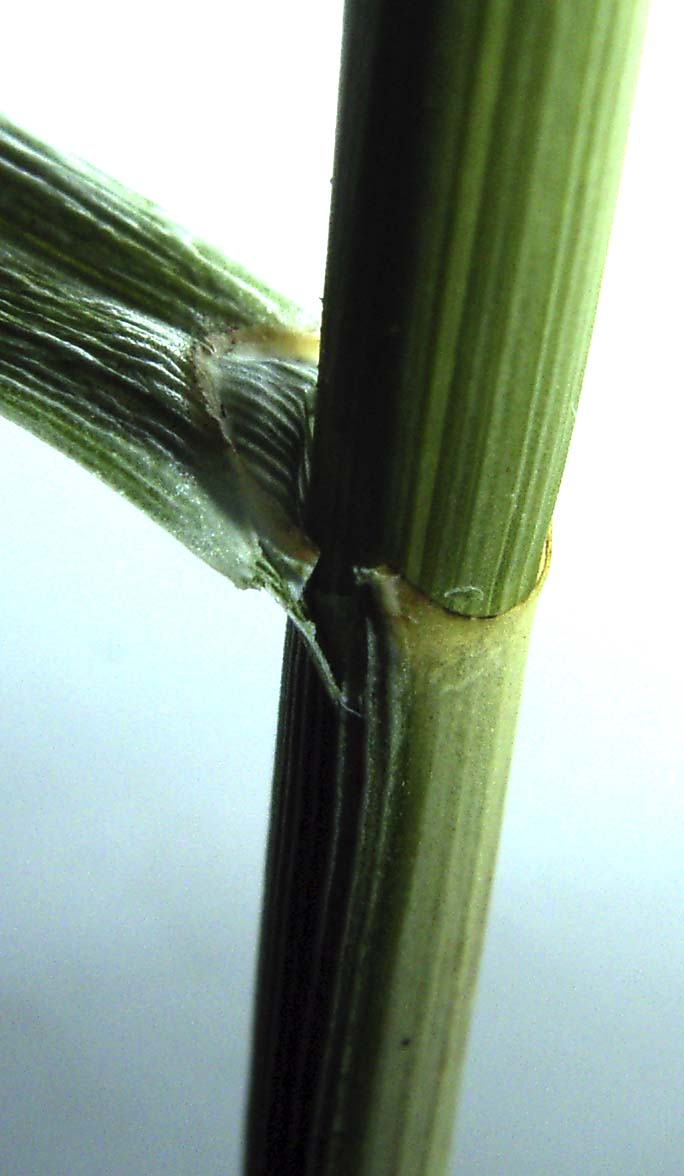
Tongetje
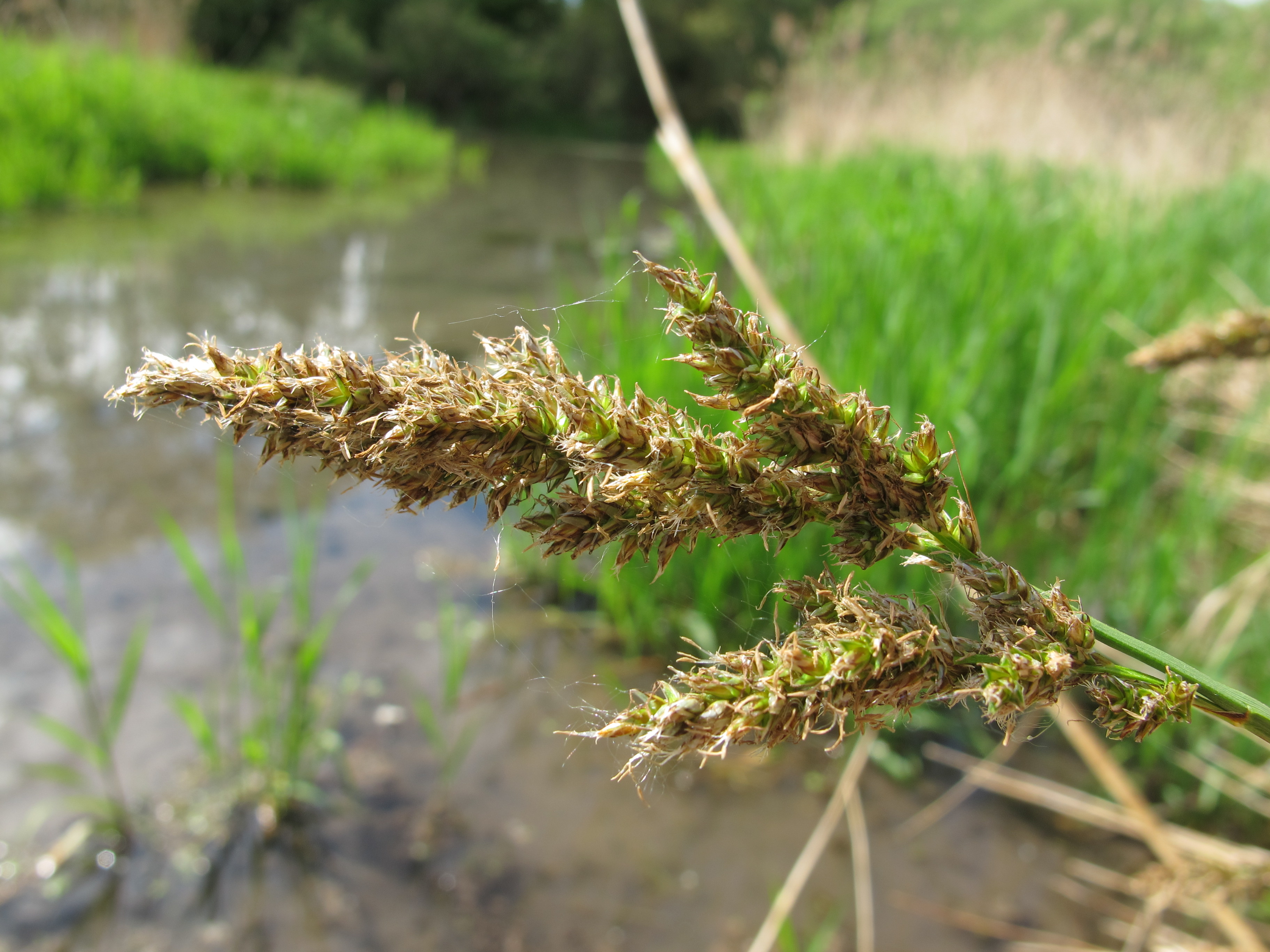
Bloeiwijze
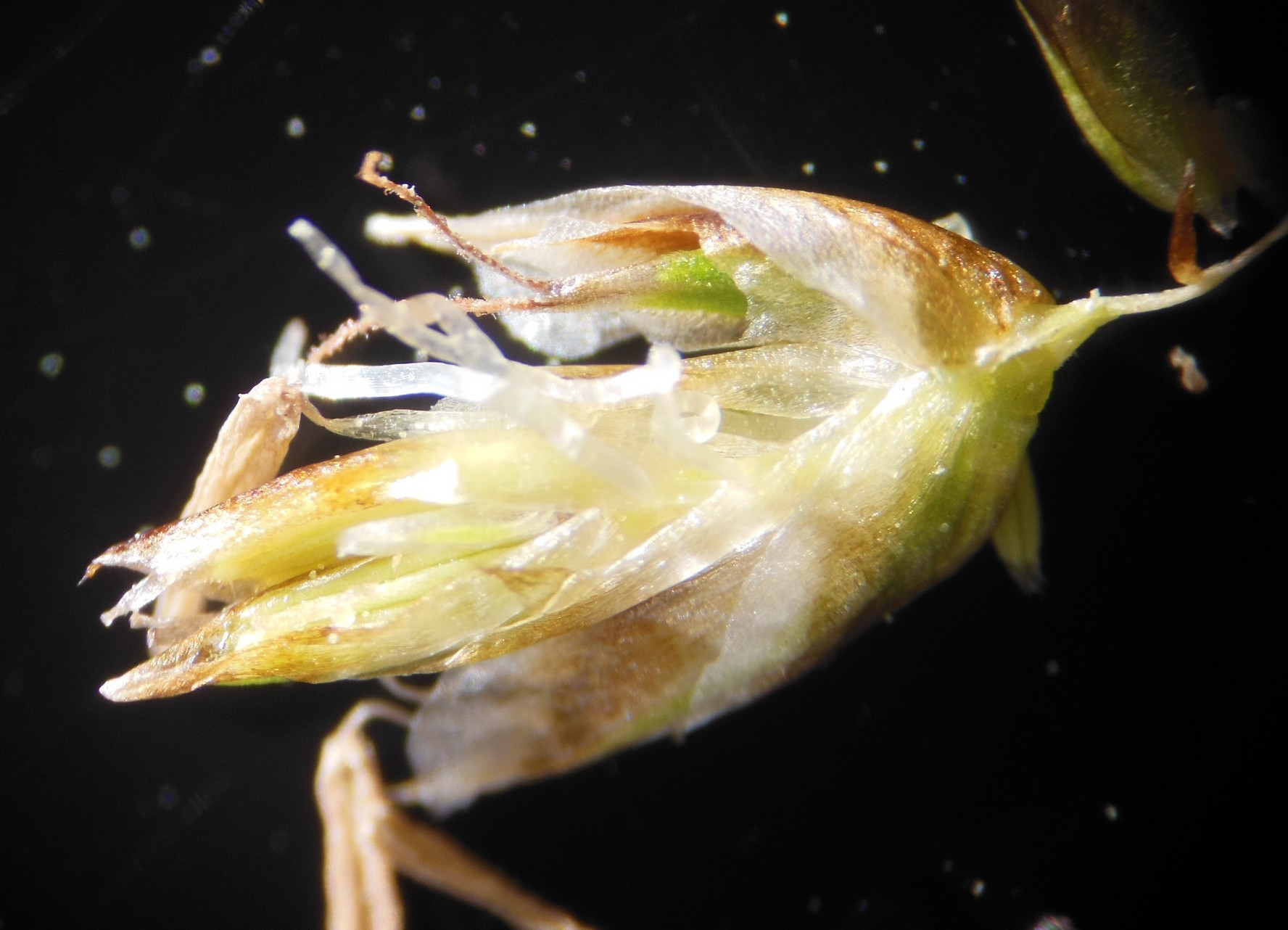
Vrouwelijke bloem
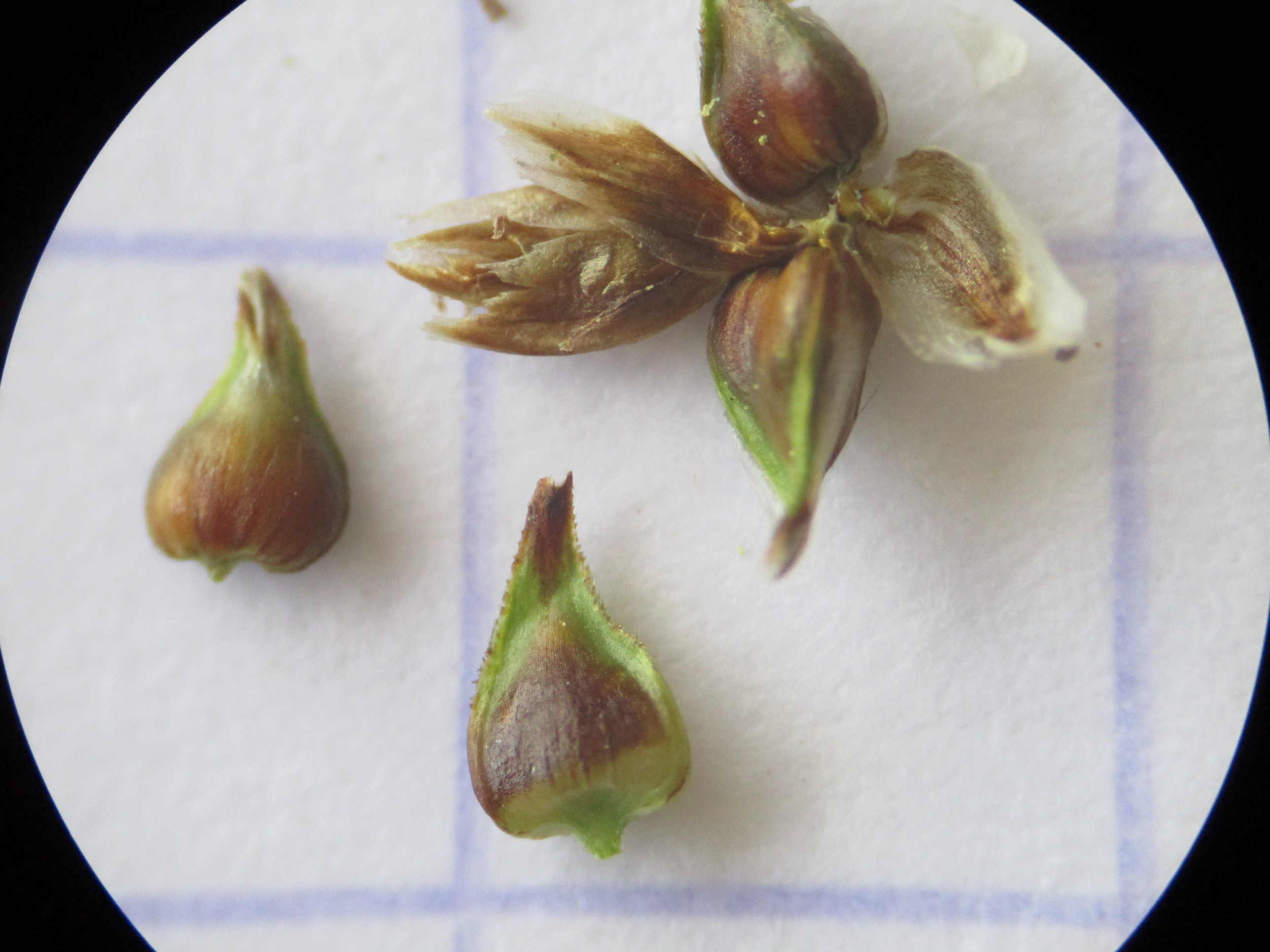
Vruchten